# Нидеркирхен-Дайдесхайм
Нидеркирхен-Дайдесхайм (нем. Niederkirchen bei Deidesheim) — община в Германии, в земле Рейнланд-Пфальц. 
Входит в состав района Бад-Дюркхайм. Подчиняется управлению Дайдесхайм.  Население составляет 2353 человека (на 31 декабря 2010 года). Занимает площадь 3,78 км².